# QV39
QV 39 est un des tombeaux situé dans la vallée des Reines, dans la nécropole thébaine, sur la rive ouest du Nil face à Louxor en Égypte.

## Description
QV 39 est une tombe anonyme datant de la XVIIIe dynastie, constituée d'un long puit, aujourd'hui fermé par une grille, qui relie la surface à deux chambres creusées dans un marne noirci. Elle est située entre les tombes QV 38 et QV 40.
Une équipe du CNRS y a mis au jour vingt-trois momies de la période romaine, cinquante-et-un crânes, des fragments de vases canopes et d'un sarcophage en bois peint. En octobre 2008, une équipe conjointe du CNRS et du CSA a découvert deux amas de momies, deux sacs et des piles de poteries et de bois.
Il s'agit d'une des plus grandes tombes de la vallée des Reines.

## Histoire
La tombe a été réutilisée pendant la période romaine.
Les deux chambres sont analysées par l'égyptologue Elizabeth Thomas. Elle suggère qu'il s'agit peut-être de la sépulture du prince Ouadjmès, dont le tuteur Imhotep est enterré dans la tombe QV 46, ou d'un autre membre de la famille royale.